# Nicolas Sekkaki
Pour les articles homonymes, voir Sekkaki.
Nicolas Sekkaki est un ingénieur et homme d'affaires français. De 2015 à octobre 2020, il est président d’IBM France, filiale de la société multinationale IBM. Il a passé l’essentiel de sa carrière au sein d’IBM, en France et à l'international.
Il rejoint la société CMA-CGM en octobre 2020, pour prendre la responsabilité de la Direction informatique, du numérique, des centres de services et de la transformation.

## Origines et formation
Nicolas Sekkaki est né au Maroc, à Casablanca, de père marocain et de mère française, tous deux issus de l’INSA Lyon[réf. nécessaire].  
Il passe ses 18 premières années au Maroc, jusqu’au baccalauréat, au lycée Lyautey. 
Après une classe préparatoire à Henri IV de 1984 à 1987, il intègre l’École nationale supérieure de l'Aéronautique et de l'Espace (ISAE-SUPAERO), dont il sort diplômé en 1990 comme ingénieur en aérospatial, aéronautique et astronautique.
Nicolas Sekkaki est père de deux filles.

## Parcours professionnel
Alors étudiant en école d’ingénieur, Nicolas Sekkaki réalise une prestation pour IBM France, par le biais de sa Junior entreprise. Diplômé en 1991, il est embauché dans l'entreprise comme ingénieur commercial au sein des secteurs aérospatiale, public et assurance. 
Il se spécialise autour de l’un des produits phares d’IBM, le Mainframe. Il est responsable Grands systèmes et stockage en 1996.
Occupants diverses responsabilités, celles-ci le conduisent à travailler à New-York, notamment en tant que Manager Mainframe Sales IBM Worldwide, puis à Londres en qualité de Directeur des ventes EMEA de la division eServer zSeries (2000), secteurs alors en décroissance chronique, qu’il parvint à redresser[source insuffisante]. 
En 2002, il devient Vice-Président de la division Systems & Technology Group pendant 4 ans. Il arrive au moment de la vente de la division PC d'IBM à Lenovo.
En 2006 il est nommé Directeur général de l’entité Global Technology Services d’IBM France - entité proposant des services, notamment d’hébergement et de maintenance des infrastructures - jusqu’à son départ de l’entreprise en 2010. 
Durant deux années, Nicolas Sekkaki rejoindra les rangs de l’entreprise éditrice de logiciels SAP, en qualité de Directeur général France et Afrique du Nord. Durant cette période, SAP enregistra en 2010 puis 2011 un chiffre d'affaires record, avec pour 2011 un retour à la croissance et un bénéfice net en hausse de 23%.
En 2012, il retrouve IBM au poste de Vice-Président de la branche Group System & Technology pour l’Europe, basé au siège européen d’IBM à Madrid.
En 2015 il prend la présidence d’IBM France, poste qu’il occupe jusqu'au 02/10/2020.
Il annonce le 02 octobre 2020 rejoindre la société CMA-CGM.
Le 24 Aout 2021, il rejoint Kyndyll (nom de la société distincte d'IBM qui proposera des services managés d'infrastructure à de grandes entreprises, dès la fin 2021), pour diriger la pratique mondiale des applications, des données et de l'IA.

## Engagements

### Lutte contre les discriminations
Nicolas Sekkaki s'est prononcé publiquement en faveur de l'égalité entre les femmes et les hommes,,, et a signé l’appel « #JamaisSansElles ».  

### Nouvelles technologies
Nicolas Sekkaki se décrit comme un passionné de technologies. Il se déclare en faveur d’une intelligence artificielle éthique, de l’établissement d’un cadre législatif sur l’utilisation des données. En 2016, il donne une conférence TED X pour partager sa vision de l'intelligence artificielle pour le futur. 

## Autres
Nicolas Sekkaki déclare être passionné d’aviation et d’aéronautique. Il dispose d’un brevet de pilote, et a présidé l’Aéroclub de l’ISAE-SUPAERO.
Sous sa présidence, IBM a également soutenu des expositions phares du Grand Palais (Artistes & Robots en 2018, La Lune en 2019).
Depuis fin 2019, Nicolas Sekkaki parraine la promotion 2022 de l’EPF. 

## Publications
- Les Banques face à leur avenir proche, co-auteur, Eyrolles, 2018

- Intelligence émotionnelle, services et croissance, Préface, 2009